# Daniel Silva dos Santos
Daniel Silva dos Santos (sinh ngày 30 tháng 5 năm 1982) là một cầu thủ bóng đá người Brasil.

## Sự nghiệp câu lạc bộ
Daniel Silva dos Santos đã từng chơi cho Ventforet Kofu, Nagoya Grampus và Oita Trinita.